# Gerhard Ludwig Goebel
Gerhard Ludwig Goebel MSF (ur. 1 grudnia 1933 r. w Scheuerfeldzie, zm. 4 listopada 2006 r. w Kirchen) – ksiądz katolicki, biskup i wikariusz apostolski Niezależnej Prałatury Tromsø od 1979 r.

## Życiorys
Urodził się w 1933 r. w Scheuerfeldzie. W 1954 r. wstąpił do zakonu Misjonarzy świętej Rodziny. 3 czerwca 1960 r. otrzymał święcenia kapłańskie w Ravengiersburgu. następnie został skierowany do pracy na misje do Norwegii. Od 1962 r. pracował jako wikariusz i nauczyciel w Tromsø, a następnie proboszcz w Hammerfest w północnej Norwegii.
W 1977 r. został powołany na urząd administratora apostolskiego Wikariatu Apostolskiego Północnej Norwegii. Dwa lata później w 1979 r. został oficjalnie nominowany przez papieża Jana Pawła II prałatem Tromsø, najdalej na północ wysuniętej diecezji na świecie, liczącej ok. 1700 katolików. Jego konsekracji biskupiej dokonał osobiście papież w asyście kardynałów: Duraisamy Simon Lourdusamy i Eduardo Martíneza Somalo, 27 maja 1979 r. w bazylice św. Piotra w Rzymie. Jako swoje biskupie zawołanie przyjął słowa: Iter para tutum – "Pewnie nas prowadzi". Najważniejszym momentem jego rządów w diecezji była wizyta papieża w 1989 r.
Zmarł w 2006 r. podczas urlopu spędzanego w rodzinnych Niemczech, w Kirchen.